# Велика Московська (готель, Одеса)
Готель Велика Московська (рос. гостиница «Большая Московская») — готель в Одесі, розташований за адресою вулиця Дерибасівська, 29. Будівля готелю виконано в стилі живописного модерну. Будівництво тривало з 1901 по 1904 рік.

## Історія
Готель «Велика Московська» побудовано на початку 1900-х років, коли економіка у Європі мала бурхливий розвиток, однак у той час, коли було закладено готель — у 1902 в Одесі спостерігалось зниження обсягів будівництва і взагалі певне згортання економічного розвитку. Московські підприємці Г. Дементьєв і В. Васильєв, що займалися постачанням чаю з Китаю в Росію, придбали у торгових рядах Грецької площі старий будинок Бірюкова по Дерибасівській, 29 для спорудження замість нього готелю. Будівля була спроектована Львом Влодеком, Товієм Фішелем і С. І. Мільманом, які також спорудили в Одесі пасаж М. Я. Менделевича.
У наново збудованому будинку Дементьєва і Васильєва був відкритий готель «Велика Московська», що належав Д. П. Ляшенко і Г. Н. Байсупову. Готель відносився до розряду першокласних, але не найдорожчих. На першому поверсі розміщувалися торгові приміщення: чайна торгівля, магазин ламп, галантерейний магазин. Тут же знаходився і ресторан «Татарський».
У другій половині XX століття (в радянський період) на першому поверсі будівлі розташовувалися магазин «Золотий ключик» (фірмовий магазин місцевої кондитерської фабрики (імені Рози Люксембург), який торгував шоколадними цукерками і кондитерськими виробами, і вважався кращим в місті) і кінотеатр «Хроніка», який спеціалізувався на показі документального кіно.

## Реставрація
До кінця 90-х років XX століття будівля сильно постаріла і втратила більшу частину ліпного декору. У 2006 році містобудівна рада Одеської міської ради затвердила проекти реконструкції готелю «Велика Московська», запропонований компанією «Інкор-груп», що займалася в Одесі реставрацією історичних будівель. Проект реставрації виконав одеський архітектор Михайло Повстанюк. У роботах по обробці будівлі «Великой Московськой» були зайняті фахівці реставраційного підрозділу Інкор-груп «Реставратор-1946». Перед початком реставрації інвестор, одеський підприємець Руслан Тарпан, ініціював дослідження в архівах Відня, де провів останні роки архітектор готелю Лев Влодек. Фахівці змогли за оригінальними малюнками та кресленнями відтворити всі характерні для модерну елементи декору. На фасаді відновлені за оригінальними формами 21000 елементів автентичного декору. По периметру даху також з'явилися кам'яні вази. У 2014 році з Італії привезли кришталеві кулі. Всі ці елементи відповідають початковим задумам архітектора, але були втрачені ще в період революції 1917 року.

## Галерея

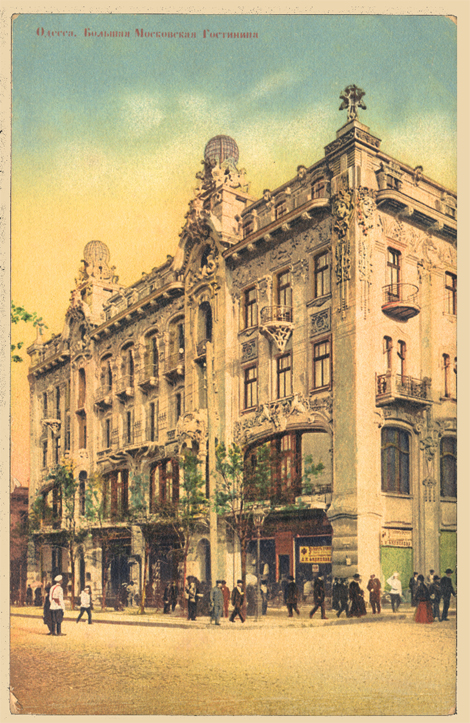
«Великий Московський», XX ст.
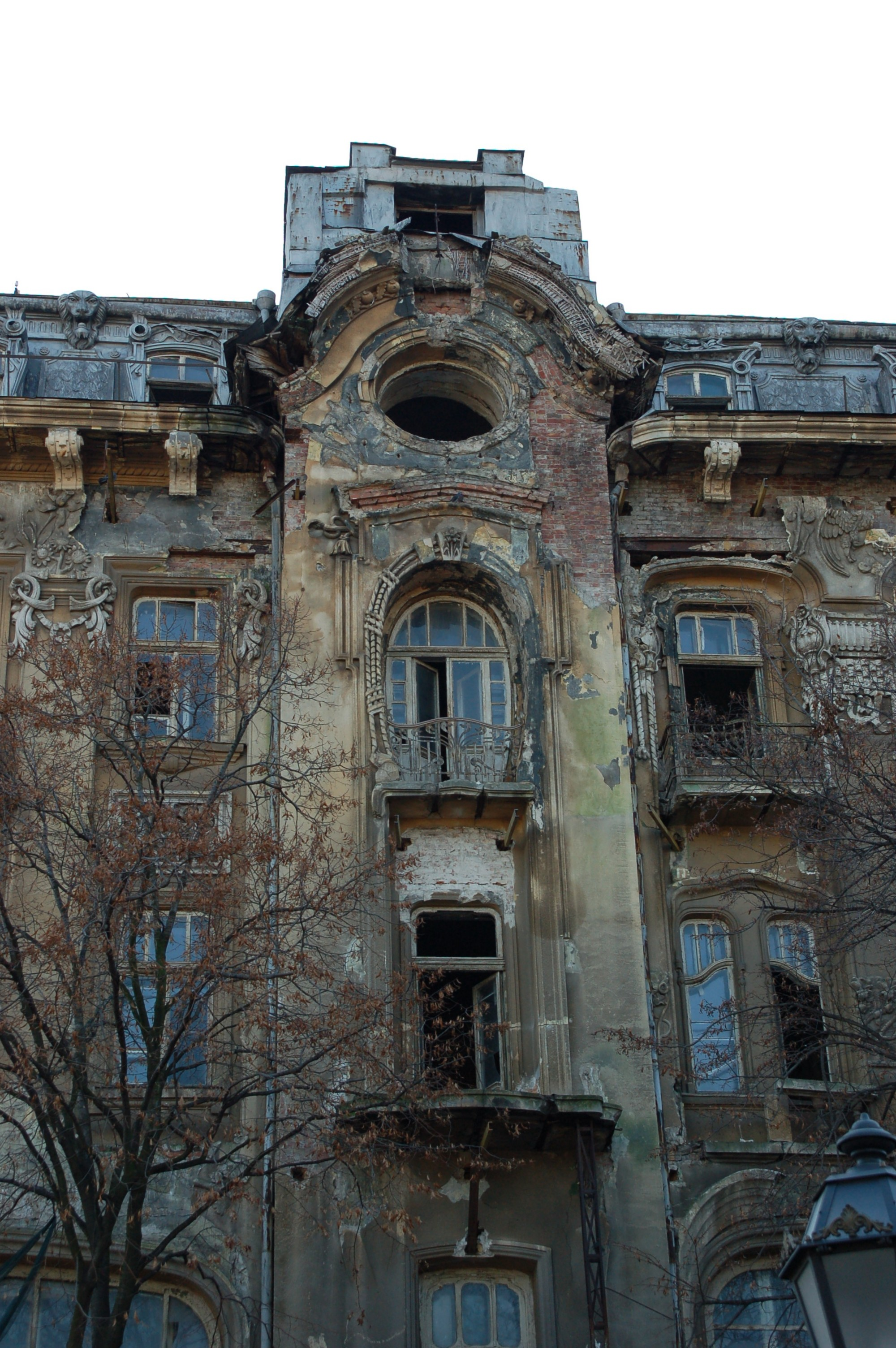
Будівля готелю навесні 2007 року
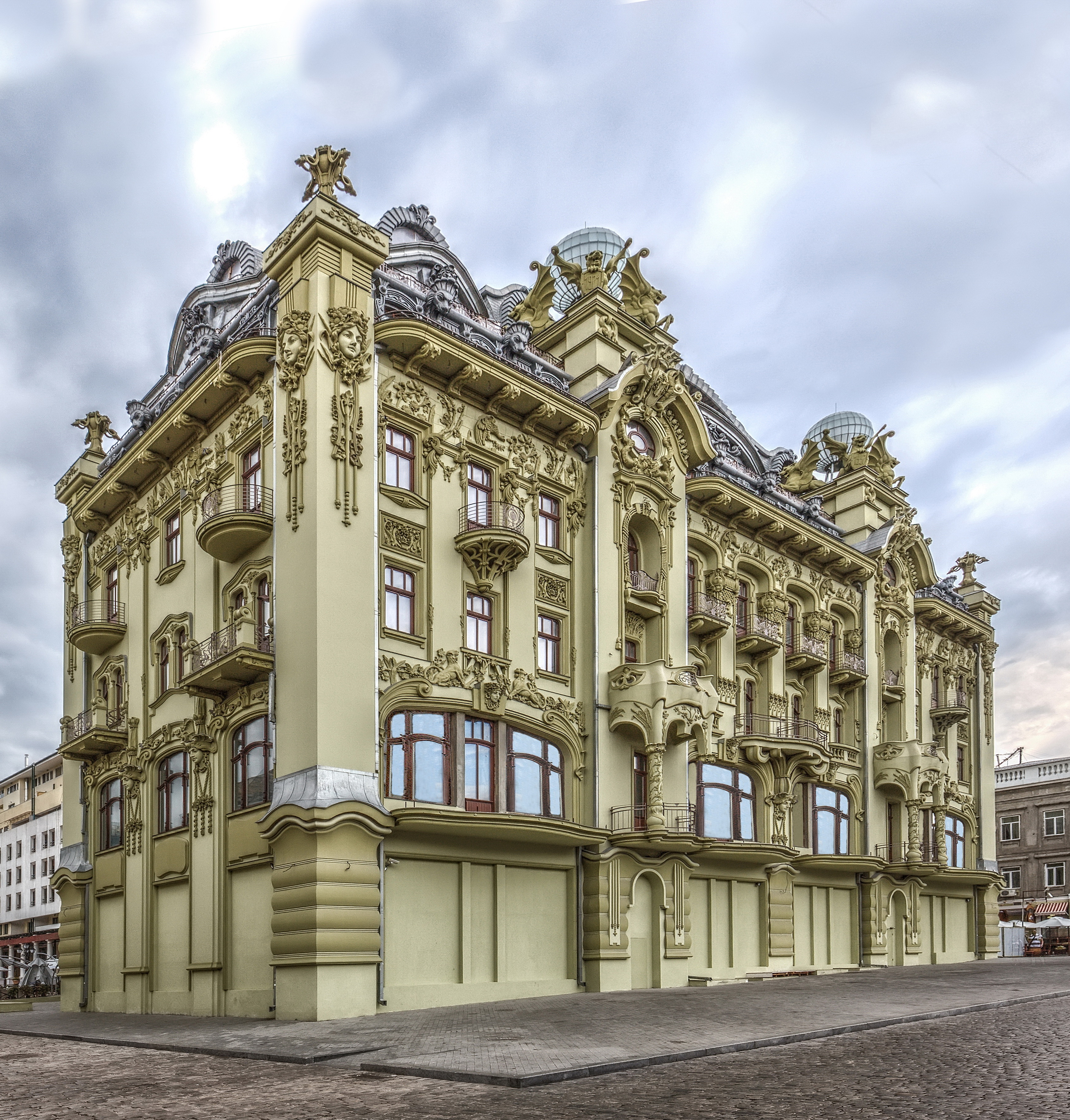
«Великий Московський». Стан після реконструкції
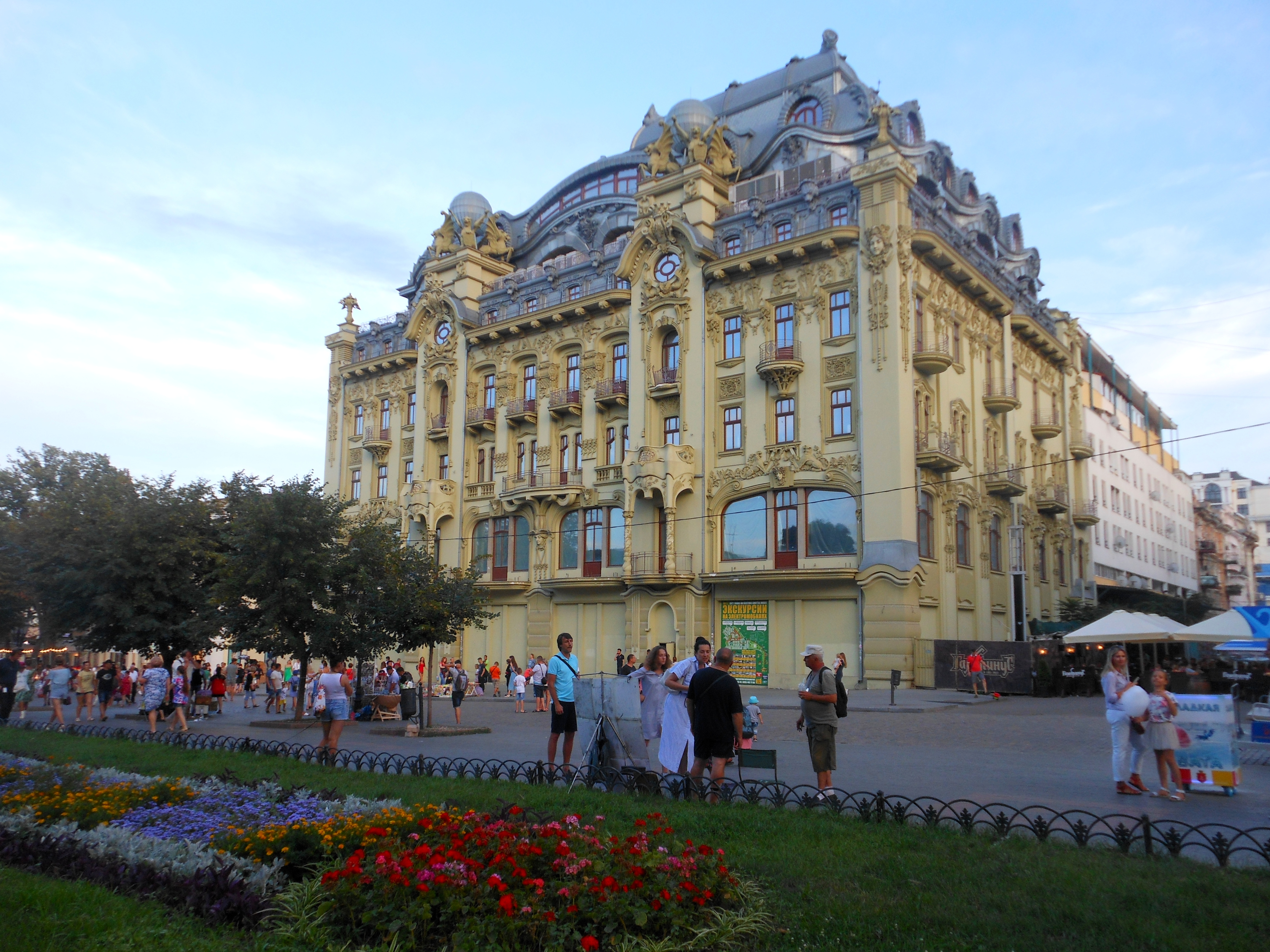
Стан готелю на 2018 рік